# Nguyễn Đức Tuân
Nguyễn Đức Tuân (sinh năm 1997 tại Hải Dương) là một vận động viên, tuyển thủ quốc gia Việt Nam bộ môn bóng bàn. Năm 2022, anh là đại diện của Đội tuyển bóng bàn Việt Nam thi đấu tại SEA Games 31 và giành được huy chương vàng nội dung thi đấu đơn nam. Đây là tấm huy chương vàng cá nhân đầu tiên của bóng bàn Việt Nam kể từ năm 2003.
Nguyễn Đức Tuân vô địch đơn nam quốc gia 2 năm liên tiếp 2020 và 2021.